# St. Martin's Press
St. Martin's Press este o editură americană cu sediul în clădirea Flatiron din Manhattan, New York. St. Martin's Press este considerată una dintre cele mai mari edituri de cărți în limba engleză, publicând aproximativ 700 de titluri pe an sub opt mărci.
Printre mărcile deținute se află St. Martin's Press (care publică bestseller-uri și cărți academice), St. Martin's Griffin (cărți academice, inclusiv de science-fiction și de dragoste), Minotaur (literatură de mister, suspans, thriller), Picador (carti de specialitate), Thomas Dunne Books (literatură de suspans) și Truman Talley Books (de afaceri și cărți de specialitate). 
Actualul redactor-șef al St. Martin's Press este poetul George Witte.

## Istoric
Macmillan Publishers din Marea Britanie a fondat editura St. Martin's în 1952 și a numit-o după St Martin's Lane din Londra, unde se afla sediul central al Macmillan Publishers. Grupul editorial Macmillan a fost vândută la sfârșitul anilor 1990 către Holtzbrinck Publishers, LLC, un grup de companii editoriale deținute de grupul Georg von Holtzbrinck, cu sediul în Stuttgart, Germania, care deține editura St. Martin's, precum și editurile americaneFarrar, Straus and Giroux (de cea mai mare parte ficțiune literară), Holt Publishers (literatură de non-ficțiune) și Tor-Forge Books (science-fiction, fantezie, thriller).
Printre autorii publicați de St. Martin's se află Sherrilyn Kenyon, M. K. Asante, Charlotte Bingham, John Bingham, Dan Brown, Barbara Taylor Bradford, Ken Bruen, Augusten Burroughs, Stephen J. Cannell, Blaize Clement, Ben Coes, Jackie Collins, Jennifer Crusie, Charles Cumming, Janet Evanovich, Diane Fanning, Julian Fellowes, Amanda Filipacchi, Joseph Finder, Lauren Fix, Frederick Forsyth, Brigitte Gabriel, James Herriot, L. Ron Hubbard, Murry Hope, Simon Kernick, Lisa Kleypas, Robert Ludlum, Robert Pagliarini, Gayle Lynds, Joseph Olshan, Michael Palmer, Robin Pilcher, Patrick Quinlan, Cathy Scott, Susan Arnout Smith, Wilbur Smith, Erica Spindler, Alisa Valdes-Rodriguez, Shannon Delany, Jeff Hertzberg, Ryan Nerz și Darryl Wimberley. Ea a publicat, de asemenea, revistele de cuvinte încrucișate ale New York Times.
Divizia educațională Bedford-St. Martin's a fost fondată în 1981.

## Mărci
- St. Martin's Press (cărți academice și bestseller-uri)[4]
- St. Martin's True Crime Library (cărți polițiste)
- St. Martin's Griffin (cărți academice, inclusiv de science-fiction și de dragoste)[5]
- Minotaur (literatură de mister, suspans, thriller); câștigătorii concursului de literatură de mister „Malice Domestic” al St. Martin's Press primesc un contract de publicare a unei cărți sub marca Minotaur în valoare de 10.000 de dolari[6]
- Picador (cărți de specialitate)
- Thomas Dunne Books (cărți academice și de suspans)
- Tor Books, marcă specializată în science-fiction, achiziționată de St. Martin's în 1986
- Truman Talley Books (cărți de afaceri și de specialitate), fondată în 1980 și condusă timp de 28 de ani de Truman Talley (a murit în 2013)[7]

## Vezi și
- Listă de edituri de literatură științifico-fantastică
- Categorie:Cărți St. Martin's Press